# Fernand de Rossius
Fernand Henri de Rossius d'Humain, né à Liège le 28 juin 1831 et mort le 29 novembre 1885 à Liège, est un homme politique belge.

## Biographie
Fernand de Rossius est le fils de l'industriel Charles de Rossius et de Marie-Jeanne Orban (fille d'Henri Orban-Rossius et belle-sœur de Walthère Frère-Orban). Il épouse Antoinette de Robaulx, fille d'Alexandre de Robaulx.
Docteur en droit de l'Université de Liège en 1857, il devient avocat au barreau de Liège.
Successeur de son père, il est administrateur notamment de la Société anonyme des mines et usines de Hof-Pilsen-Schwarzenberg, de la Sociétés des aciéries d'Angleur, de la Société linière de Saint-Léonard, de la Société de Saint-Léonard et de la Société anonyme de Grivegnée, ainsi que commissaire de la Société anonyme de Bleyberg-es-Montzen et de la Banque de Verviers.

## Fonctions et mandats
- Conseiller communal de Liège : 1862-1863
- Membre de la Chambre des représentants de Belgique : 1866-1882